# 茎花中华锥花
茎花中华锥花（学名：Gomphostemma chinense var. cauliflorum）为唇形科锥花属下的一个变种。

## 扩展阅读
- 維基物種上的相關：茎花中华锥花